# ホセ・デ・アルシバル
ホセ・デ・アルシバル（José de Alcíbar、姓の綴りは Alzíbarとも、1725年から1730年の間の生まれ、1803年没）は、メキシコ（スペイン領ヌエバ・エスパーニャ）の画家である、メキシコシティの美術学校、アカデミア・デ・サン・カルロスの創立メンバーの一人で、教授を務めた。宗教画や肖像画を描いた。

## 略歴
メキシコシティでバスク人を出自に持つ家に生まれたと推定されている。メキシコシティの画家、ホセ・デ・イバラ(José de Ibarra: 1688–1756)の弟子になり、ミゲル・カブレラ(1695-1768)の工房でも学んだ。
1781年に創設され、スペイン国王の認可を受けて王立美術学校となったメキシコシティの美術学校、アカデミア・デ・サン・カルロスの創立メンバーとなり、亡くなるまでその仕事を続けた。その後、アカデミーの教授にはヒネス・アンドレス・デ・アギレ(Ginés Andrés de Aguirre:1727-1800)やコスメ・デ・アクニャ(Cosme de Acuña:1758/1760–1814)といったスペインから招かれた画家が教えるようになった。スペインからの教師たちは校長のヘロニモ・アントニオ・ヒルの運営と対立し、数年で帰国することになったが、メキシコの画家たちに影響を与えることになった。
宗教画としては1780年頃に描かれたSan Nicolás Tolentinoの教会などの祭壇画などがある。肖像画には、ヌエバ・エスパーニャ副王のAntonio María de Bucareliなどがある。

## 作品

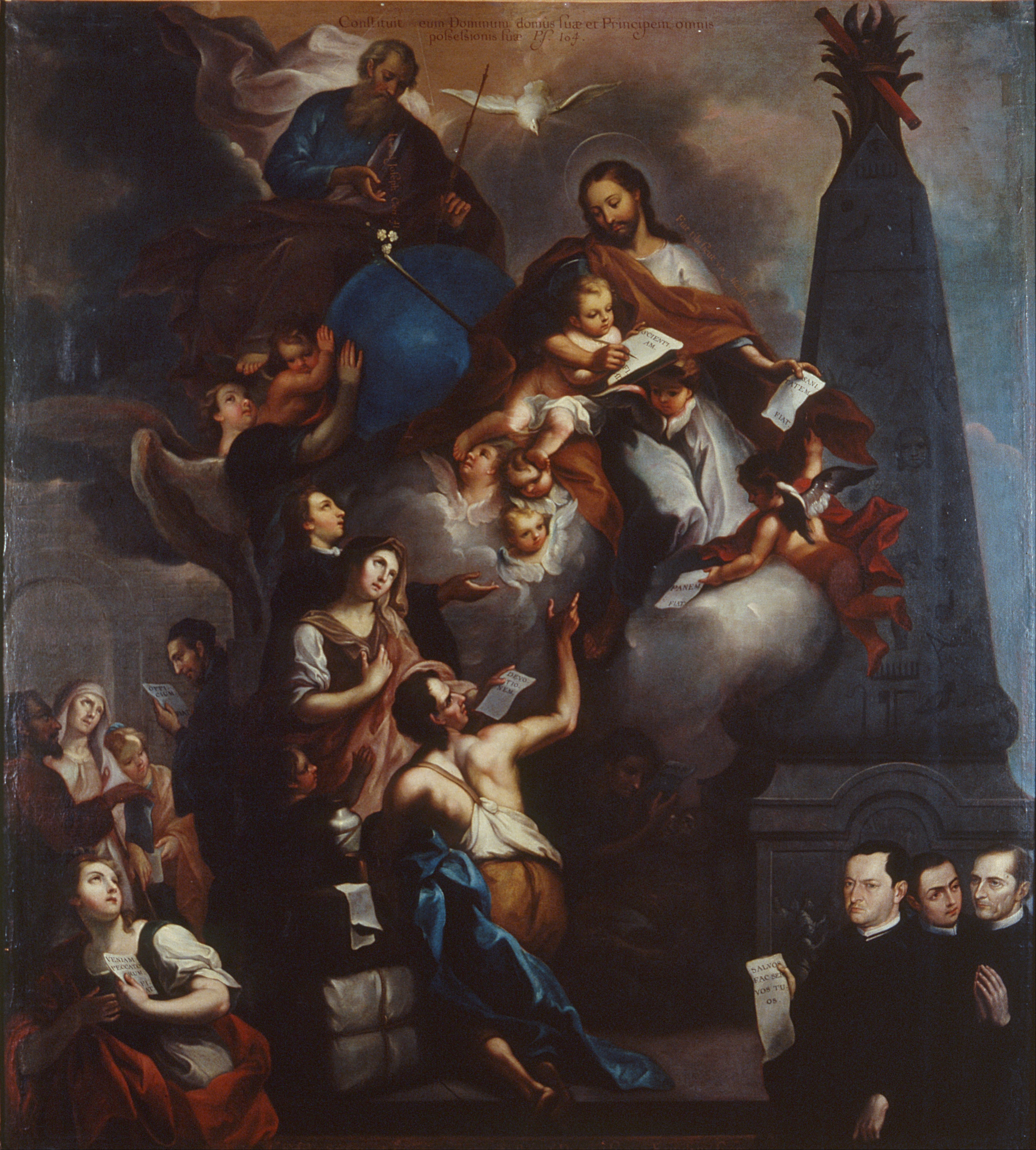
聖ヨセフの奉仕(c.1771) メキシコ国立美術館蔵
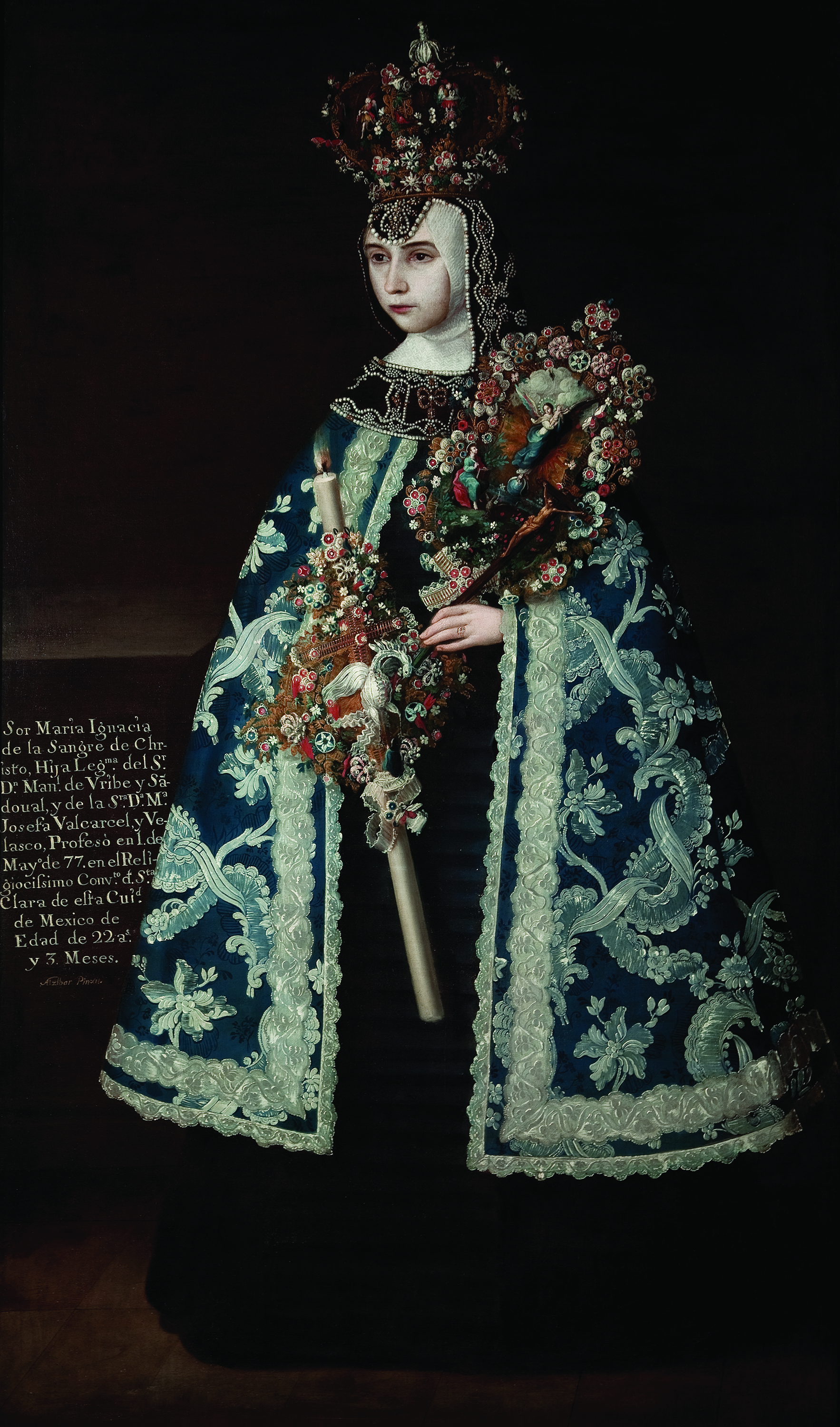
Portrait of Sor María Ignacia de la Sangre de Cristo Museo Nacional de Historia
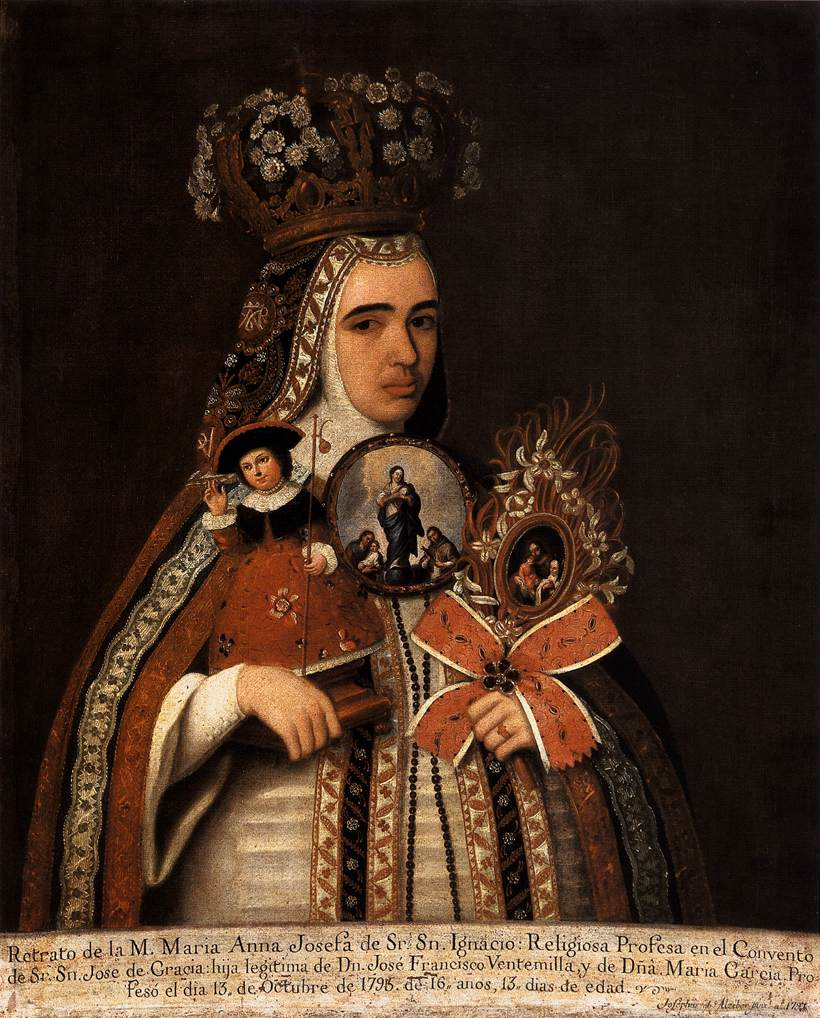
Portrait of María Anna Josefa Taking Vow